# Arthrosporium
Arthrosporium är ett släkte av svampar. Arthrosporium ingår i divisionen sporsäcksvampar och riket svampar.